# Antocha (Antocha) globulosa
Antocha (Antocha) globulosa is een tweevleugelige uit de familie steltmuggen (Limoniidae). De soort komt voor in het Oriëntaals gebied.